# Lophotus capellei
Lophotus capellei es un pez fleco del género Lophotus. Se encuentra en las aguas tropicales y subtropicales de los océanos Pacífico y Atlántico. Su longitud máxima es de 2 metros.